# San Lorenzo (Paraguay)
San Lorenzo es una ciudad paraguaya ubicada en el Departamento Central. Es conocida como la «Ciudad Universitaria», porque dentro de los límites del municipio se halla la sede central y el campus de la Universidad Nacional de Asunción, razón por la que el tránsito vial es muy constante debido a la concurrencia de estudiantes de otras ciudades.

## Historia
San Lorenzo tuvo su origen con el establecimiento de una estancia dedicada a la explotación de plantaciones, que abarcaba el amplio espacio denominado «Ñu Guazú» o Campo Grande, instalaciones erigidas en el siglo XVII por los jesuitas. En ese lugar se establecieron las viviendas de los trabajadores conformando un asentamiento disperso, que era conocido como «Villa».
Según Dionisio González Torres, en su libro Origen e historia de los pueblos del Paraguay, en épocas coloniales los jesuitas tenían una chacra en ese lugar. El sitio estaba conformado por los 

«cerros Barcequillo, Potrero y Capiíbary, la Chacrilla de Campo Grande con animales y una capilla en Tapyhipery, hoy Capilla-kué (según consta en el inventario de bienes de la Orden)»

En el mismo lugar donde actualmente está erigido el oratorio de «Nuestra Señora de la Asunción» estaba ubicada la capilla o iglesia construida por los jesuitas. Con el tiempo, este edificio fue deteriorándose hasta derrumbarse, el lugar quedó con el denominativo de «Capilla cue» (expresión en guaraní que indica lugar donde hubo una capilla).
Luego de la expulsión de los jesuitas del país, ocurrido en marzo de 1767, el gobernador Capitán Agustín Fernando de Pinedo incautó esas tierras, creando allí un pueblo y fija como fecha de fundación del mismo el 10 de agosto de 1775. Por Orden Real del gobierno de la Provincia del Paraguay, se instaló en 1779 una fábrica de tabaco negro con la dirección de técnicos portugueses y operarios indios traídos de Yaguarón. La fábrica tuvo corta vida.
El asentamiento tuvo dos patronos: el 10 de agosto se celebra el día de San Lorenzo y el 15, el día de la Virgen de la Asunción. En atención a la medida administrativa asumida por el Capitán Agustín Fernando de Pinedo, el 10 de agosto de 1775, se fija como feriado distrital y del Santo Patrono, donde se celebran los festejos conmemorativos del aniversario de la ciudad.

## Geografía
La ciudad de San Lorenzo se encuentra en el Departamento Central, a 9 kilómetros de la capital de la República. Forma parte del conglomerado urbano llamado Área Metropolitana de Asunción o Gran Asunción. Limita con los siguientes municipios: al norte con Luque, al sur con Ñemby, al este con Capiatá y al oeste con Fernando de la Mora.

### Clima
San Lorenzo tiene según la clasificación climática de Köppen un clima subtropical húmedo (Cfa) con verano caluroso y casi bochornoso, otoño y primavera cálidos e invierno relativamente templado.
La temperatura media anual es de 25-30 °C.
El mes más frío es julio y el más caluroso es enero. Las lluvias son comunes en gran parte del año; solo junio y julio son semisecos mientras los demás meses son lluviosos.
| Parámetros climáticos promedio de San Lorenzo (Paraguay) | Parámetros climáticos promedio de San Lorenzo (Paraguay) | Parámetros climáticos promedio de San Lorenzo (Paraguay) | Parámetros climáticos promedio de San Lorenzo (Paraguay) | Parámetros climáticos promedio de San Lorenzo (Paraguay) | Parámetros climáticos promedio de San Lorenzo (Paraguay) | Parámetros climáticos promedio de San Lorenzo (Paraguay) | Parámetros climáticos promedio de San Lorenzo (Paraguay) | Parámetros climáticos promedio de San Lorenzo (Paraguay) | Parámetros climáticos promedio de San Lorenzo (Paraguay) | Parámetros climáticos promedio de San Lorenzo (Paraguay) | Parámetros climáticos promedio de San Lorenzo (Paraguay) | Parámetros climáticos promedio de San Lorenzo (Paraguay) | Parámetros climáticos promedio de San Lorenzo (Paraguay) |
| Mes                                                      | Ene.                                                     | Feb.                                                     | Mar.                                                     | Abr.                                                     | May.                                                     | Jun.                                                     | Jul.                                                     | Ago.                                                     | Sep.                                                     | Oct.                                                     | Nov.                                                     | Dic.                                                     | Anual                                                    |
| -------------------------------------------------------- | -------------------------------------------------------- | -------------------------------------------------------- | -------------------------------------------------------- | -------------------------------------------------------- | -------------------------------------------------------- | -------------------------------------------------------- | -------------------------------------------------------- | -------------------------------------------------------- | -------------------------------------------------------- | -------------------------------------------------------- | -------------------------------------------------------- | -------------------------------------------------------- | -------------------------------------------------------- |
| Temp. máx. abs. (°C)                                     | 44                                                       | 39                                                       | 39                                                       | 36                                                       | 34                                                       | 33                                                       | 32                                                       | 34                                                       | 35                                                       | 38                                                       | 38                                                       | 40                                                       | 44                                                       |
| Temp. máx. media (°C)                                    | 33                                                       | 32                                                       | 30                                                       | 26                                                       | 24                                                       | 22                                                       | 23                                                       | 25                                                       | 27                                                       | 30                                                       | 31                                                       | 33                                                       | 28                                                       |
| Temp. mín. media (°C)                                    | 23                                                       | 22                                                       | 20                                                       | 17                                                       | 14                                                       | 14                                                       | 13                                                       | 15                                                       | 17                                                       | 19                                                       | 21                                                       | 22                                                       | 18.1                                                     |
| Precipitación total (mm)                                 | 136                                                      | 133                                                      | 177                                                      | 126                                                      | 116                                                      | 86                                                       | 89                                                       | 99                                                       | 106                                                      | 117                                                      | 138                                                      | 144                                                      | 1467                                                     |
| Días de precipitaciones (≥ 1.0 mm)                       | 8                                                        | 7                                                        | 15                                                       | 8                                                        | 7                                                        | 7                                                        | 4                                                        | 5                                                        | 6                                                        | 8                                                        | 10                                                       | 8                                                        | 83                                                       |
| Horas de sol                                             | 276                                                      | 246                                                      | 254                                                      | 228                                                      | 205                                                      | 202                                                      | 195                                                      | 223                                                      | 204                                                      | 242                                                      | 270                                                      | 295                                                      | 2803                                                     |
| [cita requerida]                                         |                                                          |                                                          |                                                          |                                                          |                                                          |                                                          |                                                          |                                                          |                                                          |                                                          |                                                          |                                                          |                                                          |

## Economía
Las principales actividades son el comercio y la industria. La ubicación estratégica de este municipio lo hace bastante apto para las actividades comerciales, por lo que recibe un abundante flujo de personas y transportes diariamente, y es una ruta obligada en el recorrido del área metropolitana de Asunción.
En las avenidas Julia Miranda Cueto de Estigarribia y Mcal. Estigarribia se puede observar una densa actividad del comercio, tales como tiendas de electrodomésticos en general, casas de empeños, supermercados, tiendas de muebles, departamentos habitacionales, entre otros. El mercado de abastos es uno de los mercados más grandes, con buena arquitectura edilicia y de mayor movimiento en el país. Los principales bancos, financieras y cooperativas también se encuentran en las arterias viales y sus alrededores.
En 2012 entraron en funcionamiento dos grandes centros comerciales en la ciudad, ambos con locales de gran nivel, con patio de comidas y salas de cine. En la zona este de la ciudad, sobre la Ruta PY02, a la altura del km. 15, se encuentra el Centro comercial San Lorenzo y en la zona noroeste, sobre la Avenida Mariscal López, se encuentra el Centro comercial Pinedo.

## Demografía
Con 225.395 habitantes en 2022, es la quinta ciudad más poblada de Paraguay. Alberga población de diferentes departamentos del Paraguay; al comienzo de la jornada ingresan unas 850 000 personas, que luego se retiran al final del día. San Lorenzo se encuentra en la unión de varias rutas nacionales y departamentales. 
| Población por sexo y edades (2019) | Población por sexo y edades (2019) | Población por sexo y edades (2019) | Población por sexo y edades (2019) |
| Edad                               | Cantidad                           | Hombres                            | Mujeres                            |
| ---------------------------------- | ---------------------------------- | ---------------------------------- | ---------------------------------- |
| 0 a 4 años                         | 24 280                             | 12 284                             | 11 996                             |
| 5 a 14 años                        | 46 689                             | 23 527                             | 23 162                             |
| 15 a 29 años                       | 69 308                             | 34 220                             | 35 088                             |
| 30 a 44 años                       | 56 932                             | 27 228                             | 29 704                             |
| 45 a 64 años                       | 44 816                             | 21 600                             | 23 216                             |
| 65 a 79 años                       | 12.519                             | 5810                               | 6709                               |
| 80+ años                           | 2987                               | 1107                               | 1880                               |
| Total                              | 257 530                            | 125 776                            | 131 754                            |
| %                                  | 100                                | 48,9                               | 51,1                               |

| Evolución demográfica de San Lorenzo entre 1972 y 2022 |
|                                                        |

### Barrios
San Lorenzo se divide en 54 barrios.

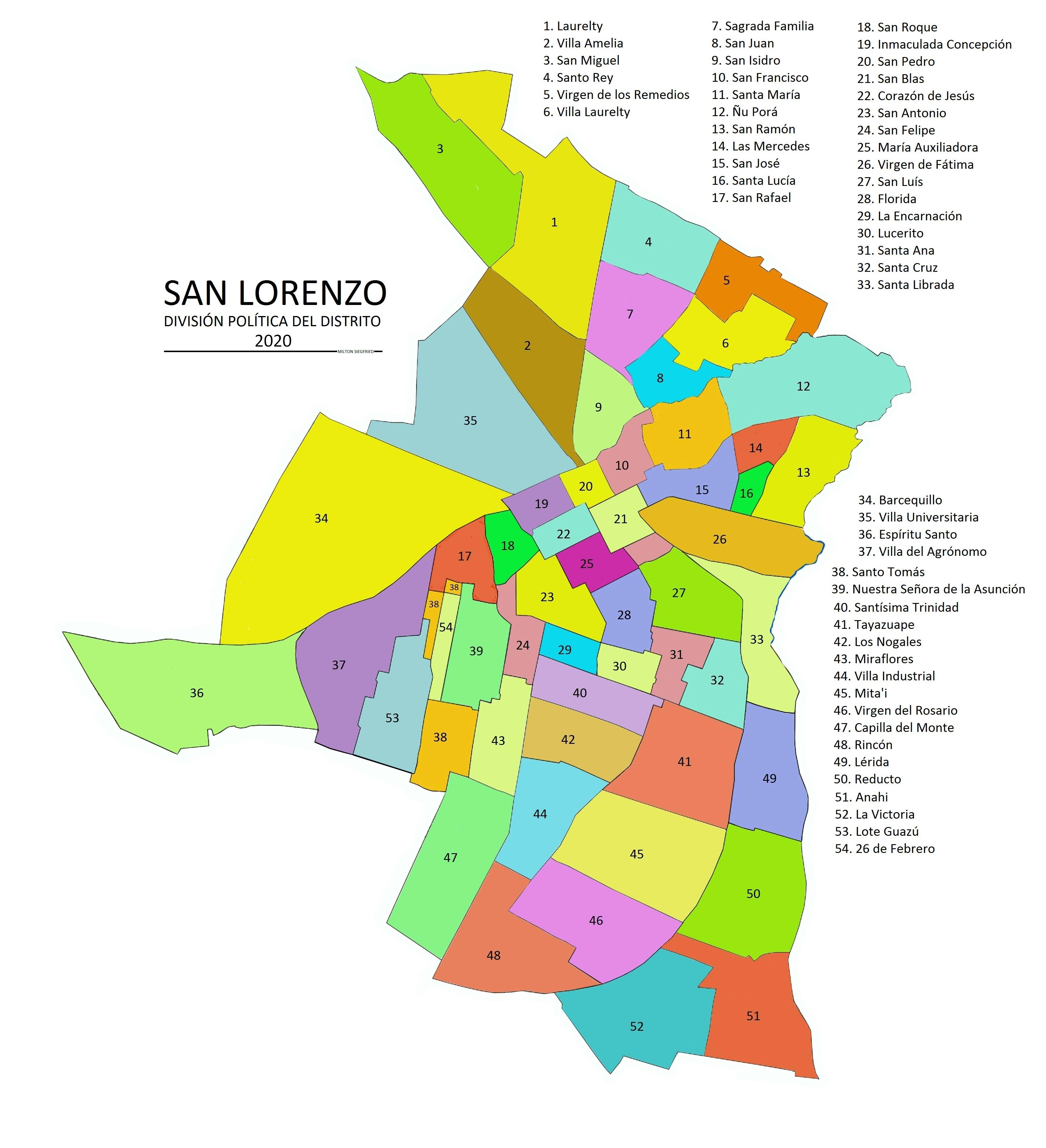
Barrios de San Lorenzo.

| Barrios de San Lorenzo | Barrios de San Lorenzo | Barrios de San Lorenzo | Barrios de San Lorenzo    | Barrios de San Lorenzo | Barrios de San Lorenzo |
| N.º                    | Barrio                 | N.º                    | Barrio                    | N.º                    | Barrio                 |
| ---------------------- | ---------------------- | ---------------------- | ------------------------- | ---------------------- | ---------------------- |
| 1                      | San Miguel             | 19                     | San Blas                  | 37                     | San Felipe             |
| 2                      | Laurelty               | 20                     | Corazón de Jesús          | 38                     | Miraflores             |
| 3                      | Santo Rey              | 21                     | Inmaculada                | 39                     | Capilla del Monte      |
| 4                      | Virgen de los Remedios | 22                     | Barcequillo               | 40                     | Villa Industrial       |
| 5                      | Ñu Porá                | 23                     | Espíritu Santo            | 41                     | Los Nogales            |
| 6                      | San Ramón              | 24                     | Villa del Agrónomo        | 42                     | Santísima Trinidad     |
| 7                      | Santa Lucía            | 25                     | Santo Tomás               | 43                     | Lucerito               |
| 8                      | Las Mercedes           | 26                     | Ntra. Sra. de la Asunción | 44                     | Santa Ana              |
| 9                      | San José               | 27                     | Anahí                     | 45                     | Santa Cruz             |
| 10                     | Santa María            | 28                     | San Rafael                | 46                     | Lérida                 |
| 11                     | Villa Laurelty         | 29                     | San Roque                 | 47                     | Tayazuapé              |
| 12                     | San Juan               | 30                     | San Antonio               | 48                     | Nueva Aurora           |
| 13                     | Sagrada Familia        | 31                     | María Auxiliadora         | 49                     | Reducto                |
| 14                     | San Francisco          | 32                     | Fátima                    | 50                     | Rincón                 |
| 15                     | San Isidro             | 33                     | Santa Librada             | 51                     | Virgen del Rosario     |
| 16                     | Villa Amelia           | 34                     | San Luis                  | 52                     | La Victoria            |
| 17                     | Villa Universitaria    | 35                     | Florida                   | 53                     | Lote Guazú             |
| 18                     | San Pedro              | 36                     | La Encarnación            | 54                     | 26 de febrero          |

## Cultura

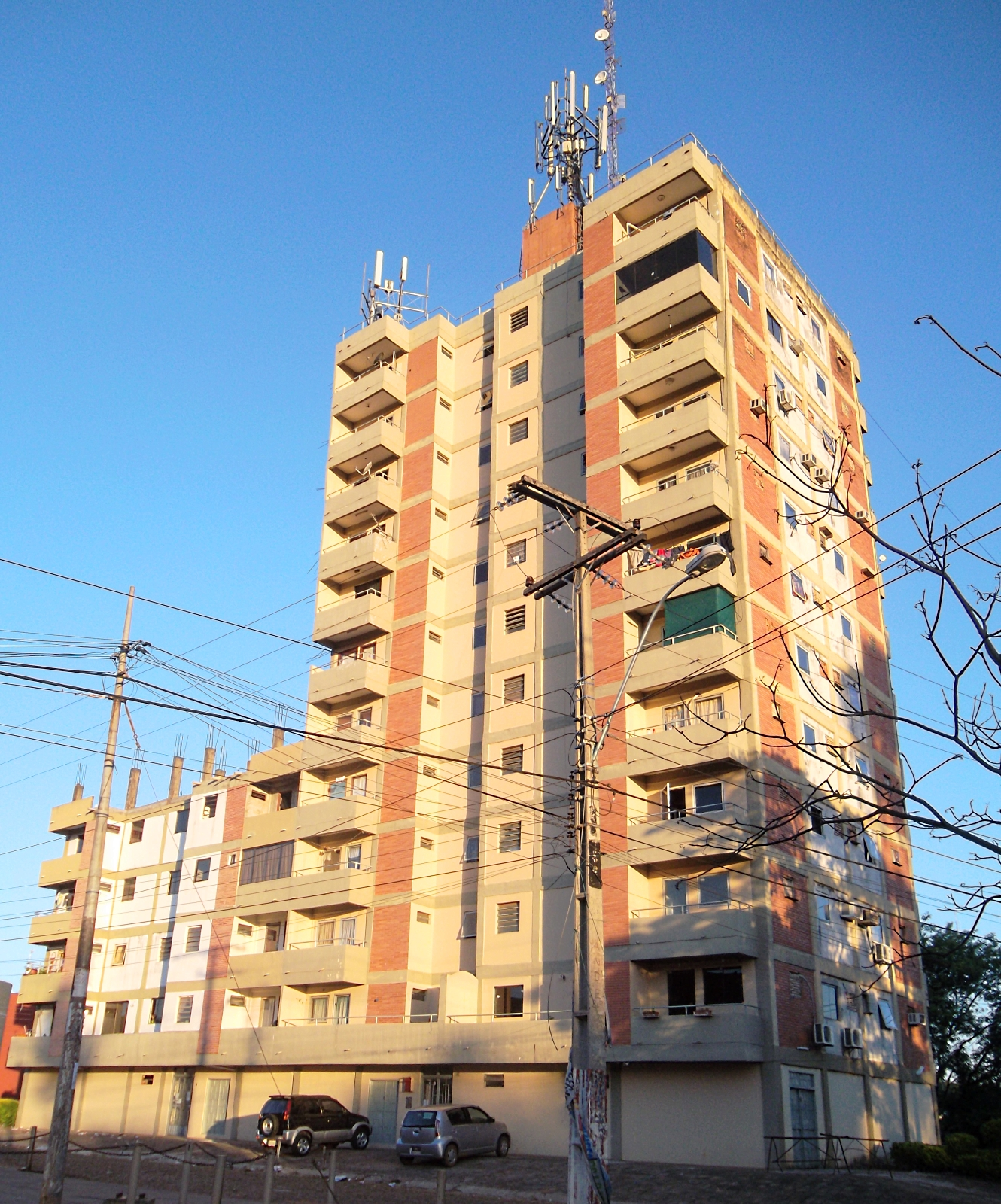
Edificio Ciudadela, el más alto de la ciudad.

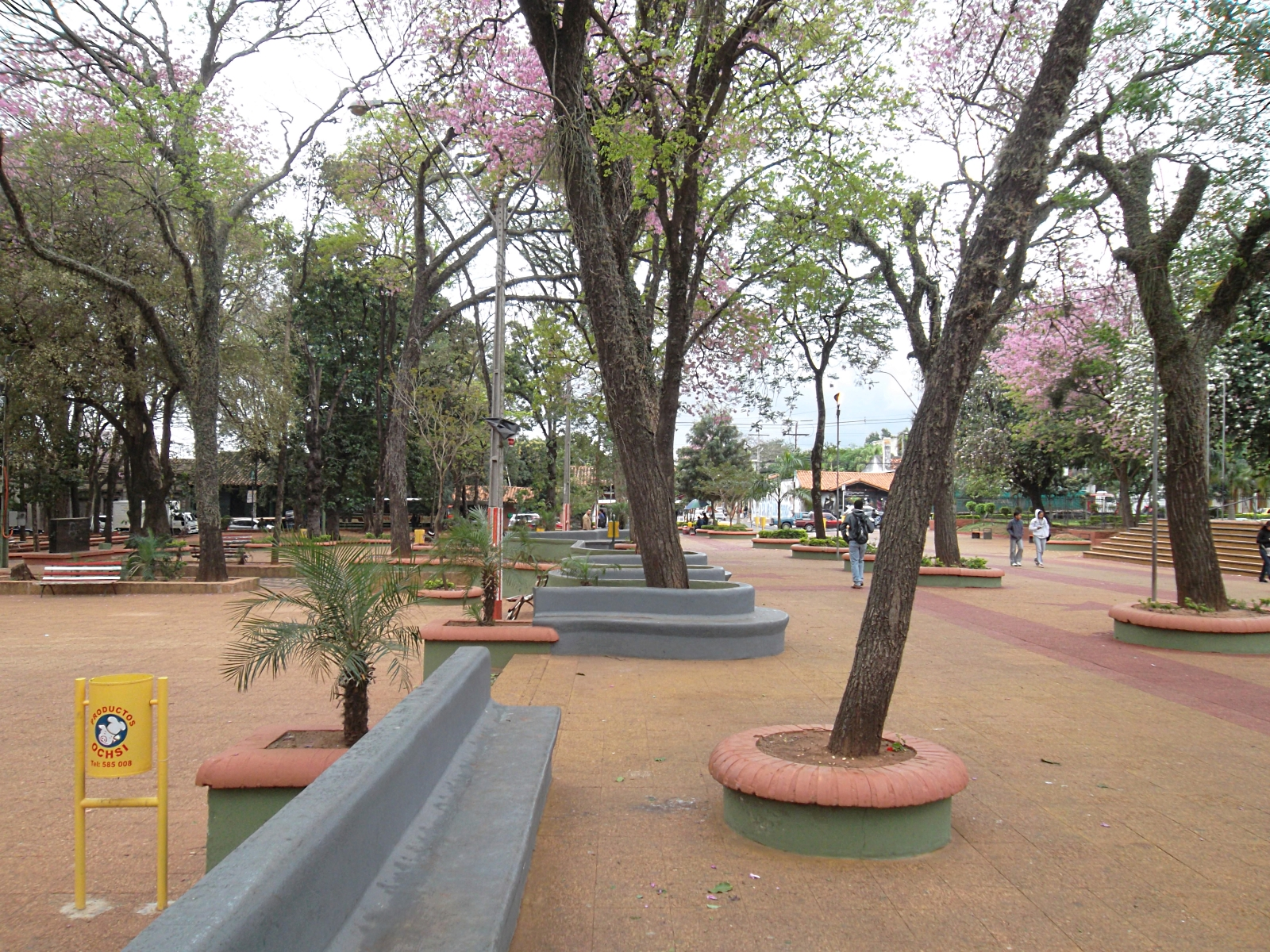
Plaza Cerro Cora y peatonal San Lorenzo.

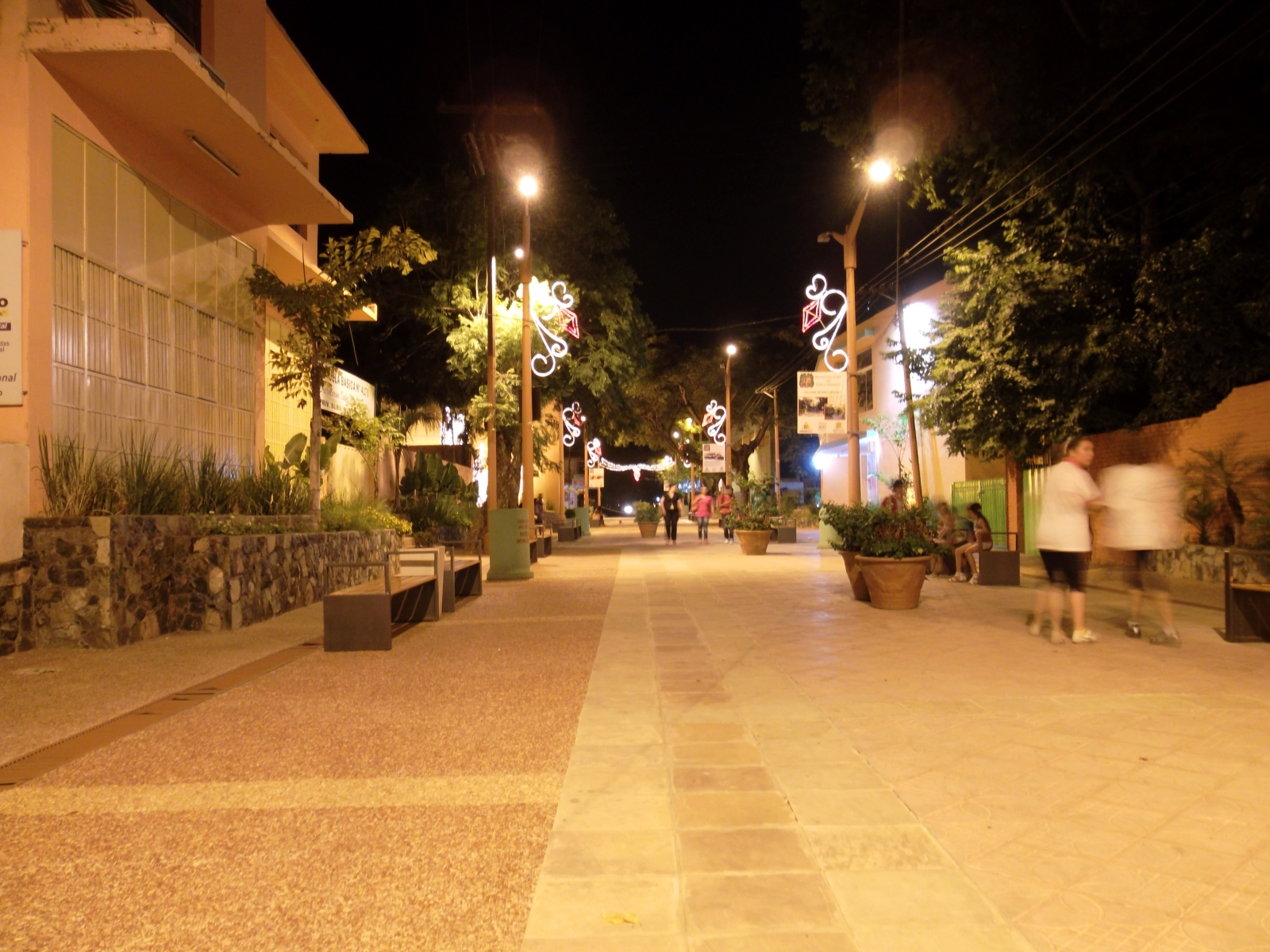
Peatonal Bicentenario con adornos navideños

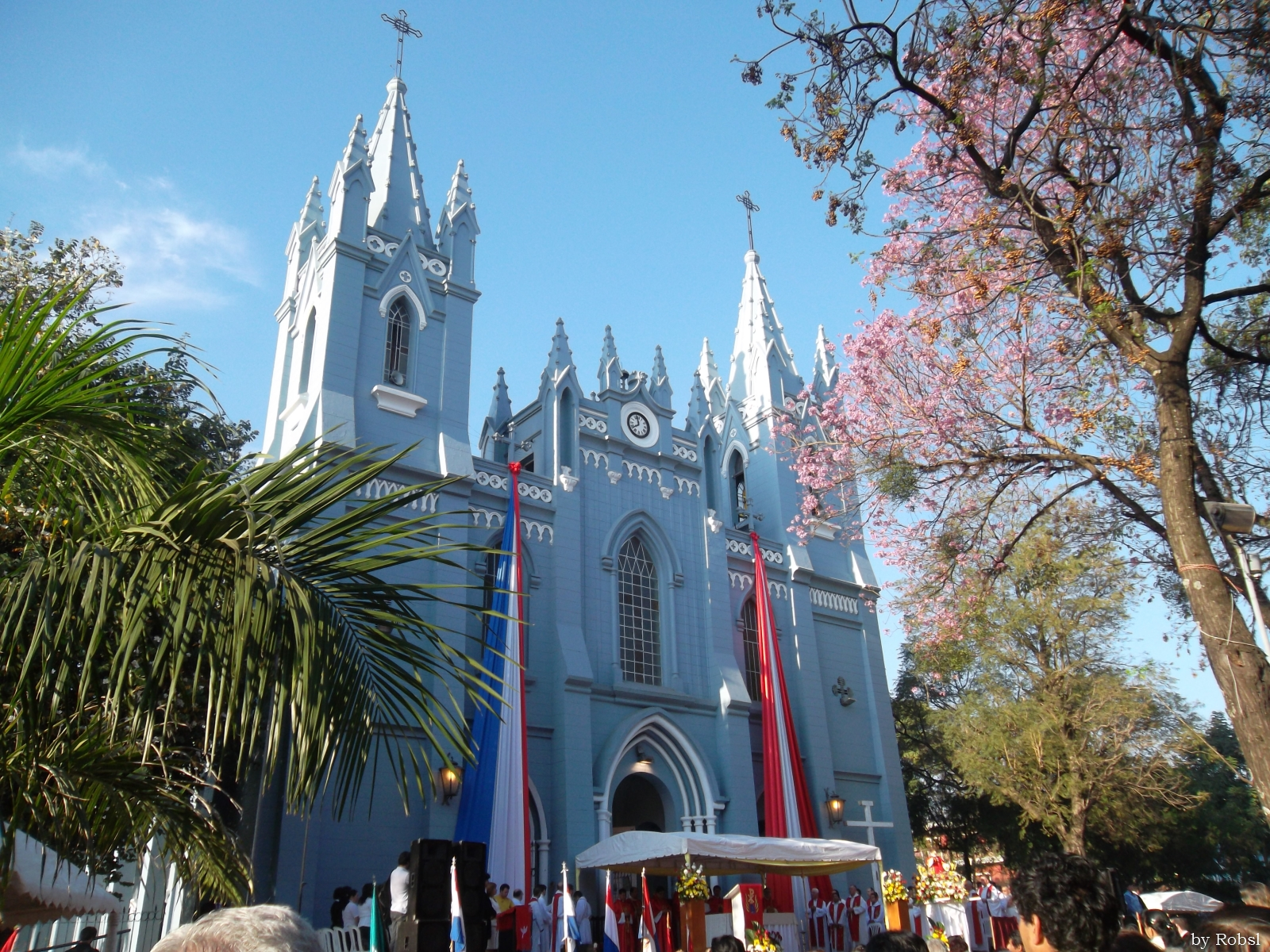
Fachada de la Catedral de San Lorenzo, construida en estilo neogótico.

La ciudad tiene variados sitios para recreación y esparcimiento, además de atractivos turísticos e históricos que son de interés tanto para los residentes como para los visitantes.
A continuación se mencionan algunos principales atractivos turísticos ordenados en los barrios en los cuales se encuentran:
- Barrio San Pedro (microcentro): Catedral de estilo neogótico y sede de la Municipalidad. La Catedral es uno de los principales atractivos turísticos con que cuenta la ciudad, está ubicada en el centro de la ciudad, alrededor de la construcción hay una espesa vegetación con sus plazoletas y la plaza Cerro Corá, además una calle exclusivamente peatonal. En la manzana del Palacete Municipal se encuentra el Centro Cultural Estación del Tren Lechero, edificio reconstruido cuyo original data de 1892 , donde fuera terminal del Tren de San Lorenzo que unía dicha ciudad con Asunción, a través de 18 km de vías férreas. Contaba con 18 «Paras» cuyo servicio se realizó hasta el año 1936.

- Villa Universitaria: campus de la Universidad Nacional de Asunción, Hospital de Clínicas, Centro de compras Pinedo  y Ciclovía San Lorenzo. La ciclovía ubicada a un costado de la Universidad Nacional de Asunción constituye un sitio turístico para recibir aquellas personas que aman la naturaleza y el ejercicio físico.

- Barcequillo: en este barrio se encuentran instaladas grandes industrias farmacéuticas (Laboratorios Lasca y Laboratorios Éticos). Un gran centro de compras (Centro de compras La Fuente y Salemma Super Center). El Servicio Nacional de Calidad y Salud Animal (SENACSA). El Ministerio de Agricultura y Ganadería (MAG). La Universidad Paraguaya-Alemana (UPA). El Club de fútbol (Libertad de Barcequillo).

- Capilla del Monte: edificio de la Corte Suprema de Justicia, donde funcionan tribunales y el Juzgado de Primera Instancia del Departamento Central.

- Barrio La Victoria: se encuentran el Cuartel de la Victoria, el parque Rayadito y el Hospital Pediátrico Niños de Acosta Ñú.

- Barrio Santa María: se encuentra en el km 14 y medio de la ruta número 2, donde se encuentra la Sede Social de la Cooperativa San Lorenzo y el Club Cerro Porteño de Kokuere.

### Educación
La ciudad cuenta con varias instituciones educativas de nivel de enseñanza básico, técnico y universitario, instituciones tanto públicas como privadas. Instituciones prestigiosas de educación escolar existen en la ciudad como el Instituto Italo Paraguayo, Colegio Nacional San Lorenzo,Escuela Dra Marina Isabel De Ferras Colegio Nacional Génesis, el Instituto Sagrada Familia regido por la Congregación Janeriana de Urgel, el Colegio Privado Gabriela Mistral, como también el Centro Regional de Educación Saturio Ríos (CRESR), nombre en memoria del primer telegrafista de América del Sur de origen sanlorenzano, considerada la institución más grande del país.
El Centro Cultural Paraguayo Americano (CCPA) y otros institutos afines promueven la enseñanza de la lengua Inglesa. Por su parte, algunas de las instituciones universitarias que poseen sus sedes en la ciudad son: Universidad Nacional de Asunción, Universidad Paraguayo Alemana, Universidad Tecnológica Intercontinental, Universidad del Pacífico, Universidad Técnica de Comercialización y Desarrollo, Universidad Autónoma San Sebastián, Universidad Columbia Del Paraguay, Centro Evangélico Menonita de Teología Asunción (CEMTA), sede de la Universidad Evangélica del Paraguay, la Universidad Privada San Lorenzo (UNISAL), Universidad Politécnica y Artística del Paraguay y Universidad Gran Asunción.

### Deportes
El deporte favorito es el fútbol, la ciudad es representada por el Club Sportivo San Lorenzo que actualmente milita en la División Intermedia, además la ciudad tiene su propia Liga Regional de fútbol con un torneo en la que participan 21 equipos. Y una selección de fútbol que representa a la Liga Sanlorenzana de Fútbol en las competiciones de la Unión del Fútbol del Interior. El fútbol femenino del Sportivo San Lorenzo también compite en la Primera División de la Asociación Paraguaya de Fútbol. En la ciudad también existe representantes del fútbol sala de la FIFA, que tuvo como resultado el título del campeonato de la selección sanlorenzana en 2016, en la Liga Nacional.
El basquetbol es otro deporte de incipiente desarrollo en la ciudad. En esta disciplina deportiva el Sportivo San Lorenzo crea su equipo representativo en el año 1993. En 1994 obtuvo el título de Campeón de Ascenso y accede a la Primera División de Baloncesto de Paraguay.
A nivel de Primera División, el equipo del Sportivo San Lorenzo obtuvo el título de la Copa Estadio Comuneros, en 2013.
Asimismo los equipos juveniles y de inferiores, tanto el equipo femenino como el masculino, del Sportivo San Lorenzo y de la Federación Sanlorenzana de Básquetbol obtienen títulos y campeonatos en diferentes categorías, siendo así el básquetbol una de las disciplinas deportivas que más logros ha dado a la ciudad. 
- Sub-14 femenino Campeón Metropolitano 2010.[10]
- Sub-14 masculino Campeón Metropolitano 2010.[11][12]
- Sub-15 femenino Campeón Metropolitano 2010.[13]
- Sub-15 femenino Campeón Metropolitano 2011.[14]
- Sub-15 masculino Campeón Metropolitano 2011.[14]
- Sub-17 femenino Campeón Nacional 2012.[15]
- Sub-16 masculino Campeón Nacional 2014.[16][17]
- Sub-14 femenino Campeón Nacional 2014.[18]
- Sub-14 masculino Campeón Metropolitano 2015.[19][20][21]
- Sub-17 femenino Campeón Nacional 2016.[22][23][24]
- Sub-14 femenino Campeón Metropolitano 2017.
- Sub-18 masculino Campeón Nacional 2018.[25][26][27]
- Sub-13 masculino Campeón Metropolitano 2019.[28]
- Sub-15 masculino Campeón Metropolitano 2019.[29]
- Sub-13 masculino Campeón Metropolitano 2021.[30]
- Sub-14 masculino Campeón Nacional 2022.[31]
- Sub-15 masculino Campeón Nacional 2023.[32]

La ciudad también tiene representación en el balonmano, tanto masculino como femenino. El equipo femenino de San Lorenzo logró el título de campeón de la División de Honor en 2016, por lo que desde la temporada 2017 compite en la Superliga, máxima categoría del balonmano paraguayo.
La Federación Sanlorenzana de Balonmano logró el título de campeón del Campeonato Nacional B en 2019.

## Medios de comunicación
- San Lorenzo News - SLN (Diario Digital)
- Radio La Roca (en línea)
- Radio Sónica (en línea)
- Radio San Lorenzo 100.3 FM
- Radio Unisal 101.7 FM
- Radio Monarca 102.5 FM
- Radio Lucero 105.5 FM
- Radio Global Mix 106.5 FM
- Radio María 107.3 FM
- Planta transmisora del SNT

## Personalidades destacadas
- Saturio Ríos: Pintor, inventor y telegrafista de los siglos XIX y XX.
- Juan Speratti: Militar, profesor e historiador.
- Susy Delgado: Escritora, narradora, poeta bilingüe guaraní-castellano, periodista y ganadora del Premio Nacional de Literatura (2017).
- Carlos Granada: Actor, cantante tenor y uno de los primeros intérpretes de ópera en Paraguay.
- Pedro J. Carlés (1909-1969): Poeta y compositor.
- Ana Iris Chávez de Ferreiro (1922-1993): Escritora, periodista y promotora cultural.
- Andrés Salomón (1920-2007): Poeta y escritor bilingüe. Notorio poeta de la legua guaraní.
- Oscar Ferreiro (1921-2004): Poeta y ensayista. Persona muy querida en su comunidad, por su solidaridad. Agrimensor.
- Cándido Silva (1850-1925). Héroe de la ciudad, combatiente en la defensa del Paraguay en la Guerra de la Triple Alianza.
- Coronel Romero (1839-1921). Héroe de la ciudad, combatiente en la defensa del Paraguay en la Guerra de la Triple Alianza.
- Miguel Ángel Curiel Encina (1942-2010): Periodista, intendente de la ciudad, y varias veces concejal.

## Ciudades hermanadas
- San Lorenzo de El Escorial, España
- Takeda, Japón
- San Lorenzo, Provincia de Santa Fe, Argentina